# Кармен (Оклахома)
Кармен (енгл. Carmen) град је у америчкој савезној држави Оклахома.

## Демографија
По попису из 2010. године број становника је 355, што је 56 (-13,6%) становника мање него 2000. године.
| Група             | 2000.       | 2010.       |
| Белци             | 386 (93,9%) | 339 (95,5%) |
| Афроамериканци    | 2 (0,5%)    | 1 (0,3%)    |
| Азијати           | 0 (0,0%)    | 2 (0,6%)    |
| Хиспаноамериканци | 7 (1,7%)    | 9 (2,5%)    |
| Укупно            | 411         | 355         |